# Quai d’Issy-les-Moulineaux
Der Quai d’Issy-les-Moulineaux (oder kurz Quai d’Issy) ist eine Straße am Seineufer im 15. Arrondissement von Paris.

## Lage
Der Quai beginnt an der Grenze zum Département Hauts-de-Seine und führt mehrspurig zum Place du Moulin de Javel.

## Namensursprung
Die Straße führt nach Issy-les-Moulineaux und wurde deshalb so benannt.

## Geschichte
Die Straße lag ursprünglich auf der Route départementale Nr. 31 auf dem Gebiet von Issy-les-Moulineaux; 1925 wurde der Ort nach Paris eingemeindet.
1965 wurde der Quai d’Issy anlässlich der Errichtung der Pont du Garigliano und des Boulevard périphérique de Paris umgestaltet.
2020 wurde ein Fahrradweg entlang des Kais eröffnet.